# Погорелец (Ивано-Франковская область)
Погорелец (укр. Погорілець) — село в Спасской сельской общине Калушского района Ивано-Франковской области Украины.
Население по переписи 2001 года составляло 452 человека. Занимает площадь 10,232 км². Почтовый индекс — 77624. Телефонный код — 03474.